# Devaramavinakere, Nagamangala
Devaramavinakere là một làng thuộc tehsil Nagamangala, huyện Mandya, bang Karnataka, Ấn Độ.